# 三遊亭新朝
三遊亭 新朝（さんゆうてい しんちょう）は、落語家の名跡。

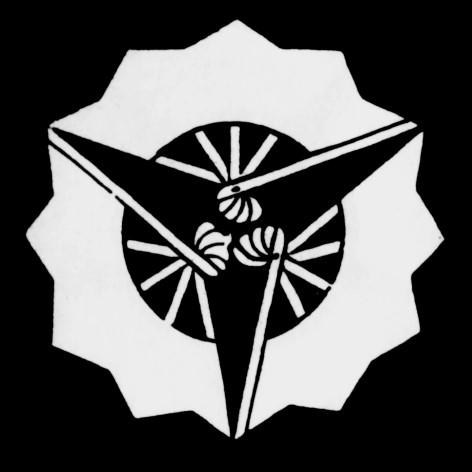
三遊亭の定紋「高崎扇」

三遊派において受け継がれてきたが、現在は空き名跡となっている。

## 初代
初代 三遊亭 新朝（生没年不詳）は、落語家。本名未詳。
浅草馬道古着屋の子、1855年に初代三遊亭圓朝の門下になり三遊亭？小勇。一時期圓朝門下を離れて2代目三遊亭圓生の下に移り三遊亭圓太となる。圓太時代は圓朝を辱めていたが、圓生死後圓朝に非を詫びて圓朝一門に復帰し、新朝の名を与えられた。
明治元年頃に亡くなったと思われている。怪談噺を得意としお岩稲荷のネタをしてその祟りで死去したという伝説がある。

## 2代目
2代目 三遊亭 新朝（生年月日不詳 - 1892年11月29日）は、落語家。本名は山田岩吉。
初代と同じく圓朝門下で、三遊亭林朝から三遊亭圓遊（本来は2代目だが、通説では代数に数えられておらず、次の「ステテコの圓遊」が初代とされている）となる。
1874年ころに真打昇進し2代目新朝となり、師匠譲りの人情噺を演じていた。
関根黙庵によると「佃祭」「江島屋」「越後伝吉」などがあり手堅い芸風だったという。
墓所は谷中長明寺。

## 3代目
3代目 三遊亭 新朝（1868年7月23日 - 没年月日不詳）は、落語家。本名は松永 辰三郎。
　
- 2代目三遊亭圓楽門下で三遊亭楽之助を名乗る。
- その後初代三遊亭圓右の門で初代三遊亭右鶴を経て三遊亭右圓次となる。
- 1893年に4代目三遊亭圓生門下に転じ、新朝に改名。
- 1895年3月、6代目桂文治の門下で、桂文枝となる。
- その後新朝に復するも大成しなかった。
- のち松永憲太郎の名で新派劇の女形に転じた。
- 最後の消息は明らかでない。
- 明治の末に没した模様。

## 4代目
4代目 三遊亭 新朝（1863年（逆算） - 1907年9月30日）は、落語家。本名は林 清之助。
最初は圓朝門下で清朝から圓花となる。
圓花時代の1895年7月29日、ひいきの客（銀行頭取の家族）のおともで歌舞伎座へ見物に赴いた時に、頭取が着用していた黒絽の羽織が紛失し、数日後その羽織が質屋に入れられているのが発見される。同行していた圓花が犯人扱いされ翌月8月4日に逮捕され取調べを受け、それがきっかけで圓朝に破門されたとの報道がされるまでの騒動になった。しかし真犯人は圓花ではなく頭取の使用人の仕業であった。当時の雑誌『芸人』の第5号には自身が潔白であることを明かす広告を出し、掲載されている。
1899年には4代目新朝を襲名し大阪にも出向き高座に上がった。1905年の圓朝7回忌に帰京。翌年寄席に出勤中に「脳病」を患い麴町で静養中の1907年9月30日に死去。享年45。
持ちネタが多く、圓朝の陶酔を受けただけあって渋い人情噺を得意とした。

## 5代目
5代目 三遊亭 新朝（1866年11月 - 1936年3月2日）は、落語家。本名は桂卯之助。
『文之助系図』によると、上方で桂鯛助という落語家の息子で、初めは鯛吉といった。
明治20年代前半に東京に行き3代目春風亭柳枝門下で春風亭錦枝を名乗る。1894年7月には三遊派に移り4代目三遊亭圓生門下で橘家？圓次郎と改める。1908年10月には新朝で真打の看板を上げた。
芝居噺の「桜田の雪」などを売り物にしていたが、あまり人気は出ず大正に入っても各派を転々とし昭和3年ころには引退した模様である。1936年に死去。享年70。